# Кіпрсько-мальтійські відносини
Кіпрсько-мальтійські відносини (мальт. Relazzjonijiet Ċipru-Maltin, грец. Σχέσεις Κύπρου-Μαλτείας, тур. Kıbrıs-Malta ilişkileri) — історичні та поточні двосторонні відносини між Кіпром і Мальтою. 
Обидві держави — члени Європейського Союзу, Співдружності Націй, а в минулому їх поєднувало членство в Русі неприєднання. Кіпр представлений на Мальті через своє акредитоване посольство в Римі (Італія). Мальта представлена на Кіпрі через своє акредитоване посольство в Афінах (Греція). Політичні відносини тісні через історичну, економічну та регіональну схожість між двома країнами, зокрема обидві держави є середземноморськими острівними країнами. 

## Історія
Лицарі Святого Іоанна перш ніж відступити на Мальту мали довгу історію на Кіпрі.
2005 року Верховний комісар Мальти у справах Кіпру Джон Бальзан пообіцяв президенту Кіпру Тассосу Пападопулосу підтримку возз'єднання Кіпру.
Чудові відносини між Кіпром і Мальтою, а також необхідність подальшого просування середземноморського виміру двох країн були серед питань, які міністр закордонних справ Маркос Кіпріану обговорив з президентом Мальти Едвардом Фенеком Адамі. Кіпріану був прийнятий президентом Мальти в рамках його візиту в країну з 20 по 21 липня 2008 р. Було досягнуто домовленості про те, що дипломатичні служби Мальти будуть спільно використовувати приміщення дипломатичного представництва Республіки Кіпр у Тель-Авіві та про створення спільного кіпрсько-мальтійського дипломатичного представництва в Рамаллі.
Частина території Республіки Мальта та вся та територія Кіпру, яка перебуває під управлінням Республіки Кіпр, належать до єврорегіону Євромед. Обидві країни є членами Програми басейну Середземного моря та EU Med Group.
1 травня 2004 року обидві острівні держави ввійшли до Європейського Союзу.